# Isométamidium
Le chlorure d'isométamidium est une phénanthridine cationique (Samorin, Trypamidium) d'un poids moléculaire de 531,5. Sa dénomination chimique exacte est le 3-amino-8-[3-[3-(aminoiminométhyl)phényl]-1-triazényl]-5-éthyl-6- phénylphénanthridinium chloride isochloride (C28H25N7HCl). Les premières traces de son utilisation en tant que trypanocide remontent à 1963. Les premières indications d'échec thérapeutique remontent à l'année 1967 où un cas de résistance à l'isométamidium a été décrit ainsi qu'une résistance associée à l'éthidium.
La première synthèse de l'isométamidium a été réalisée par le couplage de l'éthidium (Ethidium et Novidium) avec le chlorure de p-aminophenyldiazonium ou, en d'autres termes, en couplant une molécule d'éthidium avec une molécule de diminazene (Berenil). Ceci a été réalisé par les équipes de Wragg en 1958 et de Berg en 1960.